# Mylacus
Mylacus är ett släkte av skalbaggar. Mylacus ingår i familjen vivlar.

## Dottertaxa tillMylacus, i alfabetisk ordning[1]
- Mylacus alboornatus
- Mylacus albosquamulatus
- Mylacus armatus
- Mylacus armipotens
- Mylacus atticus
- Mylacus bifoveolatus
- Mylacus brancsiki
- Mylacus coniceps
- Mylacus crinitus
- Mylacus cupripubens
- Mylacus debilis
- Mylacus desbrochersi
- Mylacus formaneki
- Mylacus globosus
- Mylacus globulus
- Mylacus glomeratus
- Mylacus glomulus
- Mylacus graecus
- Mylacus haematopus
- Mylacus helleri
- Mylacus indutus
- Mylacus inermis
- Mylacus kruperi
- Mylacus lonae
- Mylacus martini
- Mylacus murinus
- Mylacus nitidulus
- Mylacus oertzeni
- Mylacus pennata
- Mylacus pennatus
- Mylacus puberulus
- Mylacus pustulatus
- Mylacus reitteri
- Mylacus rhinolophus
- Mylacus rotundatus
- Mylacus rubripes
- Mylacus saccatus
- Mylacus sandneri
- Mylacus seidlitzi
- Mylacus seminulum
- Mylacus sénaci
- Mylacus soricinus
- Mylacus sphaericus
- Mylacus subplumbeus
- Mylacus syriacus
- Mylacus turcicus
- Mylacus turkestanus
- Mylacus verruca
- Mylacus vestitus
- Mylacus villosus